# Eupithecia derogata
Eupithecia derogata är en fjärilsart som beskrevs av William Schaus 1913. Eupithecia derogata ingår i släktet Eupithecia och familjen mätare. Inga underarter finns listade i Catalogue of Life.